# Detlef Böhnisch

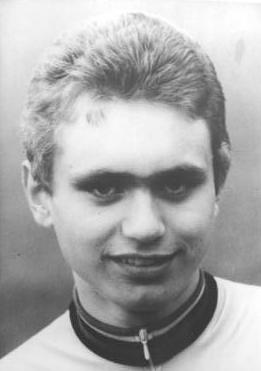
Detlef Böhnisch (1977)

Detlef Böhnisch (* 17. Juni 1956) ist ein ehemaliger Radrennfahrer, der in der DDR aktiv war.

## Sportliche Laufbahn
Böhnisch war Straßenradsportler. Er begann 1970 mit dem Radsport in der SG Dynamo Neubrandenburg. Sein Trainer war der ehemalige Radrennfahrer Dieter Giese. Von dort wurde er zum SC Dynamo Berlin delegiert.
Seinen ersten Sieg in der Leistungsklasse der DDR holte Böhnisch in einem Straßenrennen in Görlitz 1975, bei Rund um Berlin kam er auf den 4. Platz. In jener Saison erhielt er eine Berufung in die Nationalmannschaft und fuhr in Ungarn den Mecsek-Cup. 1976 siegte er im traditionsreichen Eintagesrennen Berlin–Angermünde–Berlin. In der DDR-Rundfahrt schied er aus. 1977 holte er Etappensiege in der Oder-Rundfahrt und der Thüringen-Rundfahrt. In der Polen-Rundfahrt wurde er 19. des Endklassements, in der DDR-Rundfahrt schied er aus. Seinen bedeutendsten Erfolg holte er 1978 mit dem Sieg im ältesten deutschen Eintagesrennen Rund um Berlin vor seinem Vereinskameraden Holger Kickeritz. In der Polen-Rundfahrt schied er aus, in der DDR-Rundfahrt belegte er den 25. Rang. Nach dem Gewinn eines Straßenrennens in Berlin und einiger Bahnrennen beendete er Ende 1979 seine sportliche Laufbahn.
Später blieb er als Mitglied des Vorstandes des Vereins PSV 90 Neubrandenburg dem Radsport verbunden.